# 馬路小英雄
《馬路小英雄》（英語：Back Alley Princess），原片名《上海街》，是1973年上映的一部香港社會奇俠動作喜劇電影，由羅維編導，上官靈鳳、許冠傑、茅瑛、田豐、劉永等主演；為許冠傑出演的首部電影。劇情講述一對流浪街頭的「兄弟」化身社會奇俠幫助身邊貧苦街坊的故事。上官靈鳳憑本片奪得第11屆金馬獎最佳女主角。

## 劇情
古靈精怪的辣椒仔（上官靈鳳 飾）和憨直的繡花枕頭（許冠傑 飾）是流浪街頭的野孩子，他們無父無母，也不知道自己的名字，就靠小聰明騙吃騙喝混日子。一天，他們在大笪地遇上賣藝的江家班，老師傅江北海（田豐 飾）賣膏藥賣了半天沒賺一分錢，後在辣椒仔的幫忙下生意滔滔。在這次緣份後，二人成了江師傅的新徒弟，住進了他們的貧民窟舊樓。
這幢舊樓裡住滿了各式各樣的低下階層，寡婦王大嬸（王萊 飾）的女兒婉芬（唐晶 飾）在上學途中被搶去學費二百四十元，窮苦母女不知如何是好。看在眼內的辣椒仔騙說要找他的有錢叔叔幫忙，但其實是聯合繡花枕頭到戲院當扒手。辣椒仔得手後，驚覺錢包內有大量金錢，他決定只拿兩百元後還回去，但卻在歸還時被抓包。錢包的主人是年青有為的鄧律師（劉永 飾），辣椒仔騙他因為祖母病重，母親又快生產才偷錢，得到了律師的同情，讓辣椒仔拿著錢離開。
不久，舊樓業主發律師信加租三倍，眾人苦無辦法，辣椒仔硬著頭皮再找鄧律師。鄧律師不但幫忙解決了加租問題，又在得知辣椒仔無父無母的真實身世後，決定把他帶回去培養成材。
在辣椒仔住進律師家期間，舊樓那邊出了大事，婉芬被黑社會看中擄走，欲將之賣給大淫蟲朱老闆（韓英傑 飾）。江家班大師兄唐德明（黃家達 飾）發現後獨力抵抗，不幸被殺身亡，眾人悲慟。回到貧民窟舊樓的辣椒仔自告奮勇，聯同江師傅之女江玲（茅瑛 飾）假裝成賣身女混入黑社會巢穴，在與舊樓街坊的裡應外合下，搗破了這個無惡不作的犯罪集團。

## 角色
| 演員     | 角色         | 備註                                             |
| 上官靈鳳 | 辣椒仔       | 無父無母，街頭野孩子                             |
| 許冠傑   | 繡花枕頭     | 街頭野孩子                                       |
| 茅瑛     | 江玲         | (客串主演) 江師傅之女，從事江湖賣藝工作          |
| 田豐     | 江北海       | 江家班老師傅，來自山東                           |
| 劉永     | 鄧希烈       | 青年律師，被辣椒仔扒錢包，但得知其身世後給予幫助 |
| 江帆     | 莉莉         | 舞女，欠債，供養著吃軟飯的男友                   |
| 張浚英   | 小侯         | 莉莉男友，小白臉，因爛賭把女友賣掉               |
| 王萊     | 王大嬸       | 寡婦，住在天台，有一女                           |
| 唐晶     | 王婉芬       | 王大嬸之女，上學途中被搶錢                       |
| 吳家驤   | 吳半仙       | 鄰居，睇相佬                                     |
| 李昆     | 阿昆／李叔叔 | 鄰居，小巴司機                                   |
| 金山     | 小金／金叔叔 | 鄰居                                             |
| 陳福慶   | 小福         |                                                  |
| 韓英傑   | 朱老闆       |                                                  |
| 黃家達   | 唐德明       | 江師傅徒弟，大師兄                               |
| 吳明才   | 二徒弟       | 江師傅徒弟                                       |
| 錢月笙   | 三徒弟       | 江師傅徒弟                                       |
| 馮毅     | 殺人王       |                                                  |
| 黃宗迅   | 牛魔王       |                                                  |
| 羅維     | 紳士         | (客串)                                           |
| 青山     | 擦鞋顧客     | (客串) 被辣椒仔和繡花枕頭使計騙走日本製新皮鞋    |
| 張帝     | 交通警察     | (客串)                                           |
| 馬海倫   | Helena Ma    | (客串) 鄧律師的未婚妻，富家小姐                  |
| 林偉琪   | 富商         | (客串)                                           |
| 爾群     | 群叔         |                                                  |
| 成奎安   | 韓老闆手下   |                                                  |
| 元彪     | 韓老闆手下   |                                                  |

## 獎項
| 年份 | 頒獎典禮     | 獎項       | 名字     | 結果 |
| ---- | ------------ | ---------- | -------- | ---- |
| 1973 | 第11届金馬獎 | 最佳女主角 | 上官靈鳳 | 獲獎 |

## 外部連結
- 香港影庫上《馬路小英雄》的資料（繁體中文）
- 时光网上《馬路小英雄》的資料（简体中文）
- 豆瓣电影上《馬路小英雄》的資料 （简体中文）
- 互联网电影数据库（IMDb）上《馬路小英雄》的资料（英文）